# Bulbophyllum filifolium
Bulbophyllum filifolium é uma espécie de orquídea (família Orchidaceae) pertencente ao gênero Bulbophyllum. Foi descrita por Eduardo Leite Borba em 2004.